# Cameron Norrie
Cameron Norrie (* 23. August 1995 in Johannesburg, Südafrika) ist ein neuseeländisch-britischer Tennisspieler.

## Leben
Cameron Norrie wurde in Südafrika als Kind eines Schotten und einer Waliserin geboren; seine Familie zog kurz darauf nach Neuseeland, als er noch ein Säugling war. Bis 2013 spielte er für den dortigen Verband u. a. auf der ITF Junior Tour, wo er bis auf Rang 10 vorstoßen konnte. Mit 15 Jahren zog Norrie alleine nach Europa und spielte einige Turniere – etwas später machte er eine weitere Tour nach Asien. Danach zog er nach Großbritannien und trat von da an für den hiesigen Verband an. Dort lebte er zwei Jahre bei einer Gastfamilie und trainierte beim National Tennis Centre in Großbritannien.
2013 bekam er ein Tennisstipendium an der Texas Christian University in Fort Worth, Texas, wo er beim College Tennis bis auf Platz 1 der NCAA-Rangliste stieg und damit bester College-Tennisspieler wurde. Nach Beendigung seines Studiums wurde Norrie Tennisprofi.

## Karriere

### 2013–2016: Die Anfänge
Schon während des Studiums spielte der Britischstämmige in den Semesterferien einige Futures- und Challenger-Turniere. 2014 in Adelaide konnte er sich erstmals für ein Challenger-Turnier qualifizieren und das Achtelfinale erreichen. Beim Turnier besiegte er mit Matt Reid erstmals einen Top-200-Spieler. 2015 gewann er sein erstes Future, Anfang 2016 zwei weitere. Mitte August feierte Cameron Norrie dann seinen bis dato größten Erfolg. In Aptos kämpfte er sich durch die Qualifikation und scheiterte erst im Finale an Daniel Evans. Damit stieg er in die Top 300 der Weltrangliste. Ende des Jahres gelang ihm ebenfalls eine Finalteilnahme im Doppel in Columbus. Das Jahr beendete er auf Rang 278 im Einzel bzw. Rang 574 im Doppel.

### 2017–2020: Premiere auf der World Tour
Im Januar konnte Norrie in Maui ein weiteres Challenger-Halbfinale erreichen, wo er sich Taro Daniel beugen musste. Im Juni in Surbiton gelang ihm gegen Malek Jaziri, die Nummer 71 der Weltrangliste, sein bislang größter Sieg; im Achtelfinale verlor er gegen Serhij Stachowskyj in zwei Sätzen. Zwei Wochen später kam er durch eine Wildcard im Queen’s Club zu seinem Debüt auf der ATP World Tour. Hier hatte er gegen Sam Querrey aber wenig Chancen und verlor 1:6, 4:6.
Seinen ersten Titel auf der ATP Challenger Tour konnte er in Binghamton gewinnen, als er im Finale den topgesetzten Australier Jordan Thompson in drei Sätzen schlug. Dadurch gelang ihm zum ersten Mal der Sprung unter die Top 200. 2018 gewann er an der Seite seines Landsmanns Kyle Edmund den ersten Titel im Doppel beim Turnier in Estoril. Anfang 2019 folgte seine erste Finalteilnahme im Einzel in Auckland, bei der er sich Tennys Sandgren in zwei Sätzen geschlagen geben musste.

### Ab 2021: Erste Titelgewinne und Einzug in die Top 10
Das Jahr 2021 wurde für den Briten zum bis dato erfolgreichsten seiner Karriere. Im Mai und Juni erreichte er das Finale von Estoril, Lyon und im Londoner Queen’s Club. Seinen ersten Turniersieg verbuchte er im Juli im mexikanischen Los Cabos, wo er Brandon Nakashima bezwang. Im Oktober schlug Norrie beim Indian Wells Masters im Endspiel den Georgier Nikolos Bassilaschwili in drei Sätzen und gewann damit erstmals ein Masters-Turnier. Mit diesem Sieg schaffte er den Sprung in die Top 20 der Weltrangliste.

## Erfolge
| Legende (Anzahl der Siege) |
| Grand Slam                 |
| ATP Finals                 |
| ATP Tour Masters 1000 (1)  |
| ATP Tour 500 (1)           |
| ATP Tour 250 (4)           |
| ATP Challenger Tour (3)    |

| ATP-Titel nach Belag |
| Hartplatz (3)        |
| Sand (3)             |
| Rasen (0)            |

### Einzel

#### Turniersiege

##### ATP World Tour
| Nr. | Datum            | Turnier        | Belag     | Finalgegner            | Ergebnis       |
| --- | ---------------- | -------------- | --------- | ---------------------- | -------------- |
| 1.  | 24. Juli 2021    | Los Cabos      | Hartplatz | Brandon Nakashima      | 6:2, 6:2       |
| 2.  | 17. Oktober 2021 | Indian Wells   | Hartplatz | Nikolos Bassilaschwili | 3:6, 6:4, 6:1  |
| 3.  | 20. Februar 2022 | Delray Beach   | Hartplatz | Reilly Opelka          | 7:61, 7:64     |
| 4.  | 21. Mai 2022     | Lyon           | Sand      | Alex Molčan            | 6:3, 6:73, 6:1 |
| 5.  | 26. Februar 2023 | Rio de Janeiro | Sand      | Carlos Alcaraz         | 5:7, 6:4, 7:5  |

##### ATP Challenger Tour
| Nr. | Datum           | Turnier    | Belag     | Finalgegner     | Ergebnis      |
| --- | --------------- | ---------- | --------- | --------------- | ------------- |
| 1.  | 30. Juli 2017   | Binghamton | Hartplatz | Jordan Thompson | 6:4, 0:6, 6:4 |
| 2.  | 1. Oktober 2017 | Tiburon    | Hartplatz | Tennys Sandgren | 6:2, 6:3      |
| 3.  | 8. Oktober 2017 | Stockton   | Hartplatz | Darian King     | 6:1, 6:3      |

#### Finalteilnahmen
| Nr. | Datum            | Turnier      | Belag         | Finalgegner          | Ergebnis       |
| --- | ---------------- | ------------ | ------------- | -------------------- | -------------- |
| 1.  | 12. Januar 2019  | Auckland (1) | Hartplatz     | Tennys Sandgren      | 4:6, 2:6       |
| 2.  | 2. Mai 2021      | Estoril      | Sand          | Albert Ramos Viñolas | 6:4, 3:6, 6:73 |
| 3.  | 23. Mai 2021     | Lyon         | Sand          | Stefanos Tsitsipas   | 3:6, 3:6       |
| 4.  | 20. Juni 2021    | London       | Rasen         | Matteo Berrettini    | 4:6, 7:65, 3:6 |
| 5.  | 3. Oktober 2021  | San Diego    | Hartplatz     | Casper Ruud          | 0:6, 2:6       |
| 6.  | 26. Februar 2022 | Acapulco     | Hartplatz     | Rafael Nadal         | 4:6, 4:6       |
| 7.  | 6. August 2022   | Los Cabos    | Hartplatz     | Daniil Medwedew      | 5:7, 0:6       |
| 8.  | 14. Januar 2023  | Auckland (2) | Hartplatz     | Richard Gasquet      | 6:4, 4:6, 4:6  |
| 9.  | 19. Februar 2023 | Buenos Aires | Sand          | Carlos Alcaraz       | 3:6, 5:7       |
| 10. | 9. November 2024 | Metz         | Hartplatz (i) | Benjamin Bonzi       | 6:76, 4:6      |

### Doppel

#### Turniersiege
| Nr. | Datum       | Turnier | Belag | Partner     | Finalgegner                | Ergebnis |
| --- | ----------- | ------- | ----- | ----------- | -------------------------- | -------- |
| 1.  | 6. Mai 2018 | Estoril | Sand  | Kyle Edmund | Wesley Koolhof Artem Sitak | 6:4, 6:2 |

## Abschneiden bei Grand-Slam-Turnieren

### Einzel
| Turnier         | 2017 | 2018 | 2019 | 2020 | 2021 | 2022 | 2023 | 2024 | 2025 | Karriere |
| --------------- | ---- | ---- | ---- | ---- | ---- | ---- | ---- | ---- | ---- | -------- |
| Australian Open | —    | Q2   | 1    | 1    | 3    | 1    | 3    | AF   | 1    | AF       |
| French Open     | —    | 2    | 1    | 1    | 3    | 3    | 3    | 1    | AF   | AF       |
| Wimbledon       | 1    | 1    | 2    |      | 3    | HF   | 2    | 3    | VF   | HF       |
| US Open         | 2    | 2    | 1    | 3    | 1    | AF   | 3    | —    |      | AF       |

Zeichenerklärung: S = Turniersieg; F, HF, VF, AF = Einzug ins Finale / Halbfinale / Viertelfinale / Achtelfinale; 1, 2, 3 = Ausscheiden in der 1. / 2. / 3. Hauptrunde; Q1, Q2, Q3 = Ausscheiden in der 1. / 2. / 3. Qualifikationsrunde; nicht ausgetragen